# Ernest Fourneau
Ernest Fourneau (Biarritz, 4 de outubro de 1872 — Ascain, 5 de agosto de 1949) foi um químico francês.
Fundador da química terapéutica na França.